# Mont-de-l'If
Mont-de-l'If è un comune francese di 101 abitanti situato nel dipartimento della Senna Marittima nella regione della Normandia.

## Società

### Evoluzione demografica
Abitanti censiti